# Maprounea
Maprounea é um género botânico pertencente à família Euphorbiaceae.

## Sinonímia
- Aegopicron Giseke
- Aegopricon L.f.
- Aegopricum L.

## Espécies
Composto por dez espécies:
| - Maprounea africana - Maprounea amazonica - Maprounea brasiliensis - Maprounea bridelioides - Maprounea brideloides | - Maprounea gracilis - Maprounea guianensis - Maprounea membranacea - Maprounea obtusa - Maprounea vaccinioides |

## Nome e referências
Maprounea Aubl.